# Software libre en Extremadura

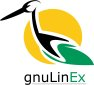
Logotipo de gnuLinEx

En relación con el software libre en Extremadura, el 17 de abril de 2002 se presentó públicamente en Mérida LinEx, la distribución de software libre realizada por la Consejería de Educación, Ciencia y Tecnología de la Junta de Extremadura. Este acontecimiento obtiene gran repercusión mundial al hacerse eco de la noticia la prestigiosa revista Wired con el artículo «Extremadura Measures: Linux». El 3 de noviembre de 2002 Extremadura ocupó la portada dominical en el prestigioso diario estadounidense The Washington Post con un amplio reportaje sobre la implantación del software libre en la región, titulado «Europe's Microsoft Alternative». El 11 de abril de 2003 los presidentes de Extremadura y Andalucía, Juan Carlos Rodríguez Ibarra y Manuel Chaves, firmaron en Mérida un protocolo general sobre colaboración en materia de uso y difusión de software libre. El acuerdo establecía una colaboración mutua para que la comunidad andaluza aplicara en su territorio un modelo similar al que ya se empleaba en Extremadura con LinEx.
El 22 de abril de 2004 Extremadura recibió el «Premio Europeo a la Innovación Regional» en su modalidad de Sociedad de la Información, concedido por la Comisión Europea, por el proyecto GNU/LinEx. En esta línea, el 24 de junio de 2004 La Asamblea de Extremadura aprobó por unanimidad una Proposición no de ley manifestándose Contraria a las Patentes de Software.
El 25 de julio de 2006 el Consejo de Gobierno de la Junta de Extremadura adoptó el uso de formatos estándar (OASIS Open Document Format, sobre la norma ISO/IEC DIS 26300) y PDF/A (Protable Document Format ISO 19005-1:2005), fijando el plazo de un año para que todos los PC de la Administración Regional, hayan sido migrados a gnuLinEx. El 29 de agosto de 2006 el modelo de Extremadura fue expuesto en el seminario-simposio «Cuestiones normativas de las TIC para el Desarrollo», organizado por el Instituto de las Naciones Unidas para la Formación y la Investigación (UNITAR) y la Conferencia de las Naciones Unidas sobre Comercio y Desarrollo (UNCTAD) en la sede central del ONU en Nueva York.
El 7 de febrero de 2007 el estadounidense Richard Stallman, fundador del movimiento del software libre, recibió de manos del todavía presidente Rodríguez Ibarra el Premio Internacional Extremadura de Conocimiento Libre, en el acto inaugural de la Conferencia Internacional de Software Libre 3.0 que tuvo lugar en el Palacio de Congresos «Manuel Rojas» de Badajoz y donde acudieron casi tres mil participantes de diferentes lugares del mundo.